# Château de la Touche-Larcher
Pour les articles homonymes, voir Château de la Touche (homonymie) et La Touche (homonymie).
Le château de la Touche-Larcher est un château situé au lieu-dit La Touche-Larcher, sur la commune de Campénéac, dans le Morbihan (France).

## Histoire
Ce château, probablement bâti au XVIe siècle, a appartenu jusqu'au siècle suivant à la famille Larcher, une vieille famille de l'aristocratie bretonne. Il passe successivement aux mains des familles Bocher, La Souallaye et La Corbinière, avant d'être acquis par Henry-Marie-Joseph Annibal de Busnel en 1831. Ce dernier le rénove et le transforme en demeure néogothique. Le château est la propriété actuelle de monsieur et madame Henry de Coquereaumont, un de ses descendants, qui ont rénové extérieurement la demeure au début des années 2000.
Le château est répertorié à l'inventaire général du patrimoine culturel depuis 1986.

## Architecture
L'actuel bâtiment est réalisé en maçonnerie et de style néogothique. Il se présente sous la forme d'un corps de logis, auquel est adjoint d'un côté une tour circulaire. Un pavillon a été construit à l'autre extrémité.
Des récentes rénovations entreprises par les actuels propriétaires  ont légèrement modifié l'aspect général de l'édifice en supprimant une cheminée ainsi qu'un clocheton en bois.